# Pfarrhaus (Mitterndorf)

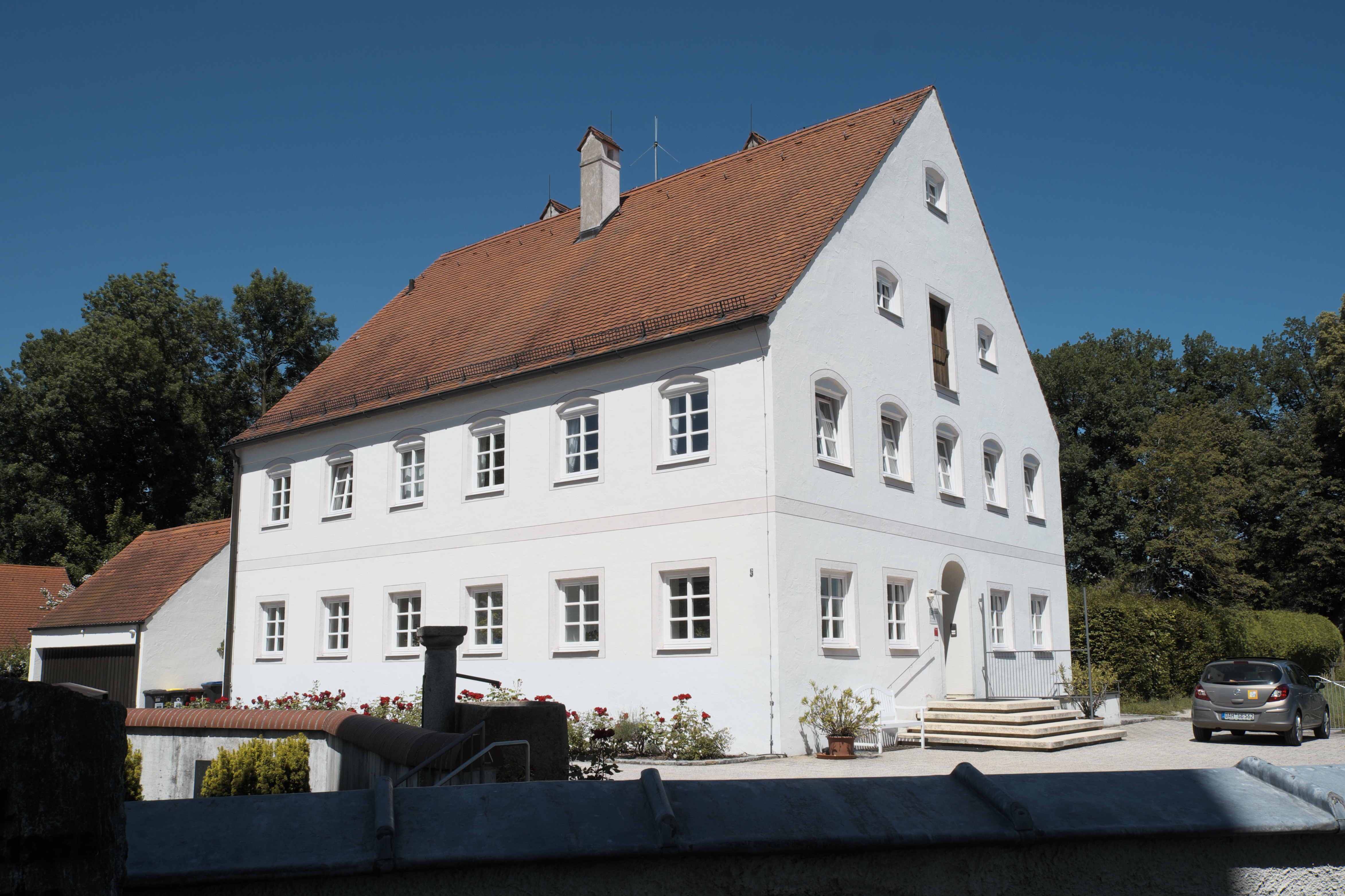
Pfarrhaus in Mitterndorf

Das katholische Pfarrhaus in Mitterndorf, einem Stadtteil von Dachau im oberbayerischen Landkreis Dachau, wurde 1752 von Anton Glonner errichtet. Das Pfarrhaus in der Heinrich-Nicolaus-Straße 5 ist ein geschütztes Baudenkmal.
Der zweigeschossige Satteldachbau besitzt sechs zu fünf Fensterachsen. Der Eingang wird von einem Rundbogen eingefasst. An der Giebelseite ist noch die große Ladeluke des hohen Speicherraums vorhanden.